# Rock electrónico

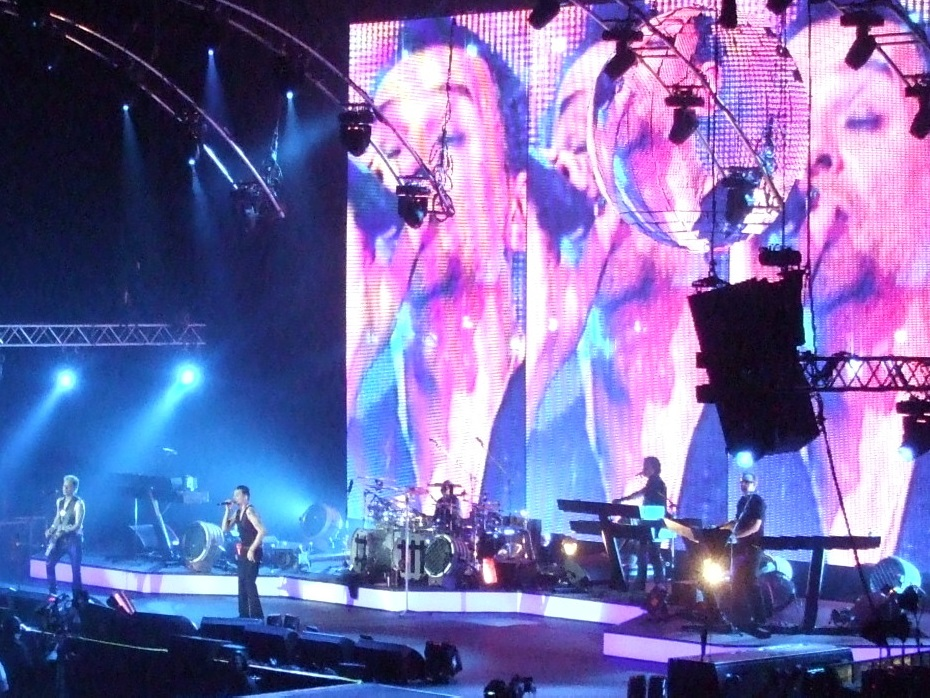
Depeche Mode en el O2 Arena de Londres, durante el Tour of the Universe (15 de diciembre de 2009

El rock electrónico (también llamado Future Rock, Synth Rock, Electro Rock, Techno-Rock o Digital Rock) es un término musical amplio, que se utiliza para definir los estilos de rock que se caracterizan tanto por el uso de instrumentos relacionados con la música electrónica como sintetizadores, tornamesas, ordenadores, caja de ritmos y samplers, como por el uso de instrumentos asociados con el rock y el metal como guitarras eléctricas, bajo y batería. Fue concebido finalizando los años 60 con la aparición de la escena de Canterbury y posteriormente del rock progresivo y el krautrock, pero ganaría mayor popularidad durante los años 1980 con la aparición del new wave y varios subgéneros de música alternativa al también mezclarse en muchas ocasiones con la música dance.
En los años 90s nace la idea de unir el Rock con elementos y subgéneros de la música electrónica modernos, creando estilos como el Big Beat. 
Para la década de los 00s el Electro Rock tiene como estilos adaptables al Trance, Techno, Drum and Bass, Breakbeat, Dubstep, Electro House, y el EDM naciendo así una especie de Rock Futurista, en donde las técnicas y softwares de producción musical digitales tienen cabida con una instrumentación tradicional base de una banda de Rock y Metal.

## Historia

### Años 1960
A partir de fines de los años 1960, bandas como Silver Apples, The Doors, The Beatles, Emerson, Lake & Palmer empezaron a utilizar el sintetizador Moog modular en sus composiciones.

### Años 1970
No fue hasta mediados de los años 1970 donde su uso se popularizó aún más entre bandas de rock progresivo como Pink Floyd, Yes y Electric Light Orchestra. Por otro lado, el krautrock se vio fuertemente influenciado por el uso del sintetizador en bandas como Kraftwerk, Tangerine Dream y Ash Ra Tempel. Finalizando los años 70, aparece dentro de la explosión punk el new wave y el post-punk, estilos que heredaron en gran medida la experimentación del krautrock y su uso de sintetizadores. Algunos ejemplos son Devo, Talking Heads, Joy Division, The Stranglers y The Cars.

### Años 1980
En los años 1980, el rock electrónico se vio influido por la llegada de nuevas tecnologías como el MIDI y el audio digital. Artistas como Gary Numan, The Human League, Soda Stereo, Los Prisioneros,INXS, Depeche Mode y muchos otros crecieron en popularidad en este período.

### Años 1990
Los años 1990 estuvieron marcados por el big beat de los artistas pioneros en este género Fatboy Slim, The Chemical Brothers, The Prodigy y The Crystal Method, y bandas de industrial rock/metal como Nine Inch Nails y Rammstein, con influencias provenientes del rock alternativo, el heavy metal y la música electrónica.
Así mismo, dentro del Rock Electrónico de los 90s, también estuvo marcado por el Dance Alternativo de bandas como Republica, Garbage, Arkarna y algunos temas de Savage Garden, U2, Lenny Kravitz, Lucybell, Björk, Primal Scream y Chumbawamba que caían dentro del género.

### Años 2000
A comienzos de esta década, la banda británica Radiohead, después de haber gozado de un increíble éxito y crítica aclamada en 1997 con su álbum OK Computer experimenta con la música electrónica en su álbum del año 2000 Kid A y luego con el rock electrónico con sus discos Amnesiac y Hail to the Thief. La banda de rock alternativo Placebo también hizo lo mismo con su álbum de 2003 Sleeping with Ghosts.
En la década la popularidad del rock electrónico se vio incrementada con bandas como Pendulum, Justice, M83, LCD Soundsystem, Empire of the Sun, The Rapture, Radio 4, Phoenix, Digitalism, Datarock, Celldweller, Ladytron, Le Tigre, Groove Armada, Basement Jaxx, Klaxons y Goldfrapp entre otros artistas más que lograron rotundo éxito comercial durante la década, incluidos los artista de la anterior década de los años 1990.
Incluso artistas más electrónicos como Daft Punk incorporaron el rock electrónico en su álbum de 2005 Human After All.
La década también estuvo marcada con el desarrollo y popularidad de subgéneros como la indietronica, dance punk, electroclash y new rave.

### Años 2010
En esta década la banda Linkin Park experimentó con este estilo en sus discos A Thousand Suns y en Living Things, Evanescence en su tercer disco homónimo Evanescence, Papa Roach en su disco The Connection, Skillet en su álbum Rise, Muse con sus discos The 2nd Law y Drones, Bring Me the Horizon en su quinto disco That's the Spirit. Korn experimentaría este estilo con su décimo disco The Path of Totality. Twenty One Pilots hizo algo parecido con su canción «Car Radio». Deadmau5 experimentaría esto con el vocalista, Gerard Way de la banda My Chemical Romance para su canción «Professional Griefers». Imagine Dragons jugaría un papel importante con este estilo con sus dos álbumes Evolve y Origins.
En Latinoamérica el exponente más importante resulta Richter (de Argentina) en su discografía, pero particularmente en "Avenida Olimpo".